# Puymoyen
Puymoyen és un municipi francès situat al departament del Charente i a la regió de la Nova Aquitània. L'any 2007 tenia 2.401 habitants.

## Demografia

### Població
El 2007 la població de fet de Puymoyen era de 2.401 persones. Hi havia 973 famílies de les quals 173 eren unipersonals (55 homes vivint sols i 118 dones vivint soles), 409 parelles sense fills, 335 parelles amb fills i 56 famílies monoparentals amb fills.
La població ha evolucionat segons el següent gràfic:
Habitants censats

### Habitatges
El 2007 hi havia 1.019 habitatges, 990 eren l'habitatge principal de la família, 11 eren segones residències i 18 estaven desocupats. 998 eren cases i 15 eren apartaments. Dels 990 habitatges principals, 843 estaven ocupats pels seus propietaris, 130 estaven llogats i ocupats pels llogaters i 17 estaven cedits a títol gratuït; 10 tenien una cambra, 5 en tenien dues, 52 en tenien tres, 251 en tenien quatre i 672 en tenien cinc o més. 895 habitatges disposaven pel capbaix d'una plaça de pàrquing. A 358 habitatges hi havia un automòbil i a 600 n'hi havia dos o més.

### Piràmide de població
La piràmide de població per edats i sexe el 2009 era:
| Homes | Edats   | Dones |
| ----- | ------- | ----- |
| 4     | 95 o +  | 0     |
| 0     | 90 a 94 | 8     |
| 12    | 85 a 89 | 8     |
| 8     | 80 a 84 | 8     |
| 8     | 75 a 79 | 24    |
| 16    | 70 a 74 | 28    |
| 48    | 65 a 69 | 36    |
| 60    | 60 a 64 | 64    |
| 84    | 55 a 59 | 92    |
| 124   | 50 a 54 | 96    |
| 136   | 45 a 49 | 152   |
| 112   | 40 a 44 | 132   |
| 68    | 35 a 39 | 92    |
| 44    | 30 a 34 | 40    |
| 44    | 25 a 29 | 40    |
| 80    | 20 a 24 | 28    |
| 84    | 15 a 19 | 100   |
| 124   | 10 a 14 | 116   |
| 68    | 5 a 9   | 52    |
| 20    | 0 a 4   | 28    |

## Economia
El 2007 la població en edat de treballar era de 1.688 persones, 1.217 eren actives i 471 eren inactives. De les 1.217 persones actives 1.138 estaven ocupades (592 homes i 546 dones) i 79 estaven aturades (35 homes i 44 dones). De les 471 persones inactives 189 estaven jubilades, 166 estaven estudiant i 116 estaven classificades com a «altres inactius».

### Ingressos
El 2009 a Puymoyen hi havia 995 unitats fiscals que integraven 2.543 persones, la mediana anual d'ingressos fiscals per persona era de 24.272 €.

### Activitats econòmiques
Dels 122 establiments que hi havia el 2007, 2 eren d'empreses extractives, 1 d'una empresa alimentària, 4 d'empreses de fabricació de material elèctric, 13 d'empreses de fabricació d'altres productes industrials, 16 d'empreses de construcció, 35 d'empreses de comerç i reparació d'automòbils, 7 d'empreses de transport, 3 d'empreses d'hostatgeria i restauració, 3 d'empreses d'informació i comunicació, 6 d'empreses financeres, 4 d'empreses immobiliàries, 14 d'empreses de serveis, 10 d'entitats de l'administració pública i 4 d'empreses classificades com a «altres activitats de serveis».
Dels 25 establiments de servei als particulars que hi havia el 2009, 1 era una oficina de correu, 7 tallers de reparació d'automòbils i de material agrícola, 2 paletes, 5 guixaires pintors, 3 fusteries, 1 lampisteria, 4 electricistes, 1 perruqueria i 1 restaurant.
Dels 7 establiments comercials que hi havia el 2009, 1 era un supermercat, 1 una gran superfície de material de bricolatge, 1 una botiga de menys de 120 m², 1 una fleca, 1 una botiga de mobles i 2 botigues de material esportiu.
L'any 2000 a Puymoyen hi havia 5 explotacions agrícoles.

## Equipaments sanitaris i escolars
L'únic equipament sanitari que hi havia el 2009 era una farmàcia.
El 2009 hi havia 1 escola maternal i 1 escola elemental.

## Poblacions properes
El següent diagrama mostra les poblacions més properes.